# Marie Ondříčková
Marie Ondříčková  (1. prosince 1870 Praha-Malá Strana - 3. května 1957 Praha) byla česká houslistka, klavíristka a učitelka hudby.

## Život
Dcera kapelníka Jana Ondříčka a sestra houslového virtuosa Františka Ondříčka. Studovala u otcova bratra houslisty Karla Ondříčka hru na housle a hru na klavír u Ludmily Houškové. Vypomáhala otci v jeho škole a vedla ji pak po jeho smrti. Byla korepetitorkou Ševčíkovy "cizinecké kolonie" v Praze a Prachaticích. V roce 1902 se provdala se Ševčíkova žáka a asistenta Antonína Macka. Po jeho smrti odjela v roce 1906 za bratrem Karlem do USA a působila v New Yorku jako vyhlášená učitelka, zvláště klavíru a houslí. Byla horlivou propagátorkou české hudby. V roce 1907 se podruhé provdala za pianistu a novináře Karla Leitnera. Po druhé světové válce se vrátila s manželem do vlasti, kde dále učila klavír až do své náhlé smrti.